# Ramón A. Catalá
Ramón Agapito Catalá y Rives (La Habana, 1866-La Habana, 1941) fue un periodista cubano.

## Biografía
Nacido en agosto de 1866 en La Habana, fue uno de los fundadores de El Fígaro, que dirigió. Falleció el 10 de noviembre de 1941 en La Habana.